# Three Comrades
Three Comrades és una pel·lícula de Joseph L. Mankiewicz per a la Metro-Goldwyn-Mayer dirigida per Frank Borzage i protagonitzada per Robert Taylor, Margaret Sullavan, Franchot Tone i Robert Young. Basada en la novel·la “Drei Kameraden” (1937) d'Erich Maria Remarque adaptada per Francis Scott Fitzgerald i Edward E. Paramore, explica la història de l’amistat de tres soldats alemanys després de la Primera Guerra Mundial i a la vegada la relació d’un d’ells amb una noia de classe alta alemana que està morint de tuberculosi. La pel·lícula es va estrenar el 2 de juny del 1938 i va ser un èxit de taquilla obtenint uns beneficis de quasi mig milió de dòlars. Per la seva interpretació, Margaret Sullavan va ser nominada a l'Oscar a la millor actriu en l'edició de 1939.

## Argument
Al final de la Primera Guerra Mundial, tres soldats alemanys, Erich Lohkamp, Otto Koster i Gottfried Lenz, no són gens optimistes sobre el seu futur. Decideixen unir les seves forces i crear un negoci de taxis i reparacions d'automòbils amb el que amb prou feines poden guanyar-se la vida. Un dia, per celebrar l'aniversari de l'Erich, el més jove i el menys cínic dels tres, l'Otto i el Gottfried el porten a una fonda rural on coneixen Patricia Hollmann, una jove aristòcrata que s’ha empobrit. Tot i que és una dona de món, se sent atreta per l'innocent Erich. Otto i Gottfried fomenten la relació amb la noia, sentint que aquest amor pot ser la salvació del grup, però l'Erich pensa que la diferència entre ells dos fa l’amor impossible. Un dia ella el convida a l'òpera i es troben amb Herr Breuer, un home ric que vol ajudar Pat i que els convida a un night club. Allà, l'esmòquing prestat de l'Erich comença a trencar-se per lo que marxa avergonyit. Més tard aquella nit, Pat l'està esperant fora del seu apartament i els dos s'adonen que estan enamorats.
Temps després, mentre Gottfried intenta convèncer Erich perquè es casi amb Pat, Otto intenta convèncer a ella perquè es casi amb l'Erich. Ella confessa que havia estat molt malalta de tuberculosi i que amb el temps anirà empitjorant. Otto la convenç que es casi amb l'Erich per breu que sigui la seva felicitat i finalment hi accepta. Durant la seva lluna de mel, Pat pateix una crisi. Quan el metge local li revela el seu estat i li diu que pot morir si la seva hemorràgia no s'atura, Erich truca a l'Otto per trobar l'especialista de la Pat, el doctor Felix Jaffe. Otto aconsegueix portar el metge a temps per salvar-la però el doctor avisa que ha d'anar a un sanatori a tot tardar a mitjans d'octubre.
Durant l'estiu, l'Otto, l'Erich, el Gottfried i la Pat viuen contents tot junts tot i que es preocupen per la salut de la noia. L'idealista Gottfried, però, es troba dividit entre la seva devoció per ells i la seva creença en els ensenyaments del polític pacifista Dr. Heinrich Becker. El dia que Pat ha de marxar al sanatori, Gottfried és mort a trets per uns matons que estan intentant matar Becker. Davant la mort de Gottfried i l'absència de Pat, Erich i Otto venen el negoci i vieuen a la deriva els següents mesos intentant localitzar l'assassí de Gottfried. Amb l’arribada del Nadal Otto finalment troba l'assassí i li dispara en defensa pròpia. Aquella mateixa nit l'Erich rep una carta de Pat que li explica que l'han d'operar.
Otto i Erich la visiten i s'assabenten que l'operació costarà més de mil marcs. Otto decideix vendre el seu estimat cavall "Baby" per pagar-la. Després de l'operació, Pat s'ha de quedar molt quieta per no posar en perill la seva vida. Quan l'Otto la va a veure, ella acaba esbrinant que en Gottfried ha mort i que ell ha venut "Baby", per lo que ella li demana que deixi de fer sacrificis per ella. Quan Otto surt del sanatori Pat camina cap a la finestra i veu l'Erich que arriba a temps per veure-la morir. Després del funeral, Otto i Erich decideixen emigrar a Sud-amèrica. Quan surten del cementiri, els esperits de Gottfried i Pat caminen al seu costat.

## Repartiment
- Robert Taylor (Erich Lohkamp)
- Margaret Sullavan (Patricia Hollmann)
- Franchot Tone (Otto Koster)
- Robert Young (Gottfried Lenz)
- Guy Kibbee (Alfons)
- Lionel Atwill (Breuer)
- Henry Hull (Dr. Becker)
- Charley Grapewin (doctor local)
- Monty Woolley (Dr. Jaffe)

## Producció
La MGM comprà els drets de la novel·la el 1936. Encarregà un primer guió a R.C. Sheriff que, conscient que el govern alemany havia mostrat la seva preocupació pel fet que la novel·la es portés al cinema, eliminà el contingut polític de la novel·la. El guió, respecte la novel·la, eliminava qualsevol referència al nazisme traslladant la història als dos primers anys després de l’armistici de la Primera Guerra Mundial. però la productora no en quedà satisfeta i encarregà una segona versió a Francis Scott Fitzgerald. Fitzgerald va començar a treballar en el guió l’agost de 1937 i a l’octubre ja el tenia acabat però Mankiewicz no en quedà satisfet perquè era massa llarg i assignà un col·laborador per tal de retocar-lo que fou Edward E. Paramore. El guió final tenia 40 pàgines menys. Mankiewicz també va demanar de canviar el final del llibre per tal que Patricia Hollmann no morís, cosa que Fitzgerald es negà en rodó. L'escriptor va raonar que ningú canviaria el final de Romeu i Julieta i el productor va respondre que per aquesta raó la història mai havia produït beneficis. Entre els actors que foren anunciats per a interpretar algun paper principal a la pel·lícula pero que després foren descartats per alguna raó hi hagué Joan Crawford, James Stewart, Spencer Tracy i Luise Rainer. La producció de la pel·lícula costa a la MGM 839.000 dòlars.